# Jesús Raga i Ros
Jesús Raga i Ros (Bonrepòs i Mirambell, l'Horta Nord, 1976) és un polític valencià, militant del PSPV-PSOE i batlle del seu municipi de 2010 a 2011.
Va ser nomenat el 17 d'abril del 2010 alcalde de Bonrepòs i Mirambell, en substitució de l'anterior alcaldessa que va morir uns tres mesos abans, convertint-se així en el primer alcalde tetraplègic de l'Estat espanyol. Va perdre les eleccions de 2011 i va mantindres com a portaveu del PSPV a l'oposició.
Jesús Raga va patir als 15 anys un accident de trànsit que va fer que des d'aleshores no pogués moure cames ni braços, estant en una cadira de rodes i es val amb els moviments que pot fer amb la boca.
| Precedit per: Vicenta Bosch Palanca | Alcalde de Bonrepòs i Mirambell 2010 - 2011 | Succeït per: Fernando Traver Sanchis |